# Kleštík Jakobsonův
Kleštík včelí nebo kleštík Jakobsonův
(Varroa jacobsoni Oudemans, 1904) je parazitický roztoč včely východní. Svým životem je zcela vázán na orientální druhy včel.
Jako kleštík Jakobsonův byl až do roku 2000 označován roztoč vinou člověka přenesený na včelu medonosnou a zavlečený do celého světa. V roce 2000 autoři Anderson a Trueman na základě pozorování a rozborů DNA určili parazita na včele medonosné jako odlišný druh a pojmenovali jej Varroa destructor.

## Český název
RNDr. Antonín Kůrka uvádí v roce 2005 v publikaci „České názvy živočichů VI. Pavoukovci (Arachnida) II. Roztoči (Acari)“ český název kleštík včelí a jako „synonymum, které nedoporučuje používat“ název roztoč včelí.
Doc. Ing. Antonín Přidal, Ph.D., uvádí v roce 2007 v  publikaci „Vysvětlení nomenklatoriky a taxonomie v čeledi Varroidae (kleštíkovití)“ český název kleštík Jakobsonův.